# Hadelin de Liedekerke-Beaufort
Pour les articles homonymes, voir Liedekerke-Beaufort.
Pour les autres membres de la famille, voir Maison de Liedekerke.
Le comte Hadelin Stanislas Humbert de Liedekerke-Beaufort, né à Bruxelles le 11 mars 1816 et mort à Ixelles le 3 janvier 1890, est un homme politique belge. Il est le fils de l'ambassadeur Auguste de Liedekerke-Beaufort et le petit-fils de Hilarion de Liedekerke-Beaufort et de Frédéric-Séraphin de La Tour du Pin Gouvernet.

## Biographie
Il a été membre de la Chambre des représentants de Belgique de 1847 à 1890 et bourgmestre de Celles-lez-Dinant de 1854 à 1857 et de 1859 à 1884.

## Sources
- "Le Parlement belge", p. 165.
- J. Stengers, J.-L. De Paepe, M. Gruman "Index des éligibles (1830-1893)", Brussel, 1975.
- Notices d'autorité :   - VIAF
  - LCCN
  - WorldCat
- Ressource relative à plusieurs domaines :   - ODIS